# Mitjet Offroad
La Mitjet Offroad est une voiture de course spécialement conçue pour les épreuves tout-terrain, épreuves nationales ou internationales, type Baja, rallye tout-terrain.

## Caractéristiques techniques de la voiture

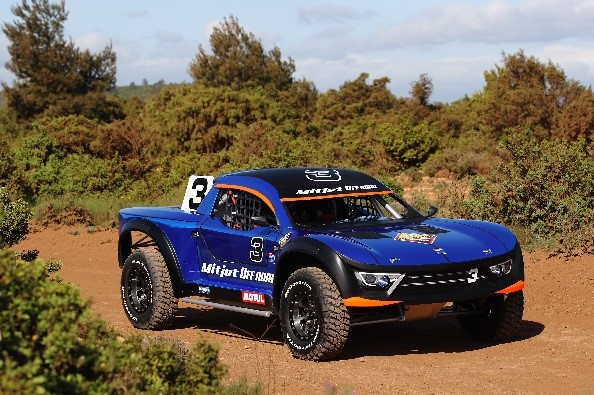
Mitjet Offroad

| Moteur             | V8, 485 chevaux                                  |
| Transmission       | Propulsion                                       |
| Châssis            | Biplace homologué ASN type FIA                   |
| Boite de vitesses  | Sadev SL90-23 Rally Raid séquentielle 6 vitesses |
| Poids              | 1 340 kg                                         |
| Longueur           | 3 970 mm                                         |
| Largeur            | 1 970 mm                                         |
| Hauteur            | 1 720 mm                                         |
| Débattement AV/AR  | 400 mm                                           |
| Suspensions        | Amortisseur compétition 3 voies                  |
| Pneus              | Mud Terrain 245/70/17                            |
| Jantes             | Beadlock Racing 35'                              |
| Direction assistée | Électrique                                       |
| Capacité carburant | 220 litres                                       |
| Carrosserie        | Polyester                                        |

## Compétition

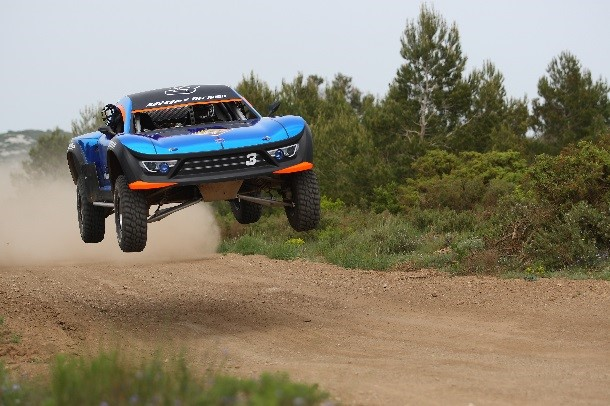
La Mitjet Offroad en action

La Mitjet Offroad commence la compétition en 2015 avec une participation au rallye tout-terrain du Gers-Armagnac puis à la Baja Aragon.
En 2016, la Mitjet Offroad fait l'objet d’une compétition à part entière, sur le modèle de la Mitjet 2L et du Championnat de France de Supertourisme. 
Cette compétition est constituée de plusieurs épreuves permettant aux pilotes de marquer des points. Le pilote totalisant le plus de points en fin de saison est déclaré vainqueur.

## Calendrier 2016
| Dates            | Circuit                                 |
| ---------------- | --------------------------------------- |
| 13 - 15 mai      | Val de Vienne                           |
| 28 - 29 mai      | Rallye Tout terrain Jean de la Fontaine |
| 11 - 12 juin     | Rallycross Faleyras                     |
| 23 - 26 juin     | Baja Italie                             |
| 02 - 3 juillet   | Rallye Tout Terrain du Gers Armagnac    |
| 22 - 24 juillet  | Baja Espagne                            |
| 03 - 4 septembre | Circuit d'Albi                          |
| 21 - 23 octobre  | Baja Portugal                           |